# Синеклювый болотный тиранн
Синеклювый болотный тиранн (лат. Knipolegus cyanirostris) — вид птиц из семейства тиранновых.

## Распространение
Обитают в Аргентине, Боливии, Бразилии, Парагвае и Уругвае. Естественной средой обитания являются умеренные леса, субтропические и тропические влажные горные леса, субтропические и тропические высокогорные кустарники и бывшие леса (вырубки и пр.). Это перелётные птицы.

## Описание
Длина 14,5—15 см. Оперение самца практически полностью глянцево-чёрное. Клюв бледно-голубой с чёрным кончиком. Ноги чёрные.
МСОП присвоил виду охранный статус LC.